# Jenaro Alenda y Mira
Jenaro Alenda y Mira o Genaro i Alenda y Mira de Perceval -com havia signat- (Asp, 16 de juny de 1816 - Madrid, 11 de setembre del 1893) va ser un escriptor i bibliotecari valencià.

## Biografia
Estudià de forma discontínua teologia i lleis a la Universitat Literària de València i a les universitats de Múrcia i Central de Madrid entre 1831 i 1843, però no completà la carrera. Reprengué els estudis entre 1854 i 1859, i es llicencià en Filosofia i Lletres. Estudià i dominà el llatí, grec, àrab i hebreu. La seva carrera professional es diversificà en diverses línies, que evolucionaren de forma paral·lela.
Després d'un temps d'interinatge no retribuït, el 1853 obtingué una plaça a la Biblioteca Nacional d'Espanya. Entre els anys 1855 a 1868 fou responsable del departament de Manuscrits, i del 1863 al 1865 s'encarregà de la Secretaria de la Biblioteca. El 1867 proposà que es creés a la Biblioteca una "Sala de Papeles Varios", que aplegués fullets i fulls solts d'interès dispersos en els fons de la institució, i a l'any següent s'aprovà aquesta nova secció. En fou nomenat director, i encara que els criteris d'organització i selecció que emprà han sigut força criticats posteriorment, el zel que posà en incrementar-la aconseguint cartells publicitaris permeté aplegar entre els anys 1870 i 1889 un fons que amb el temps ha esdevingut molt valuós. Del 27 de març del 1883 a l'11 d'octubre del 1884 ocupà interinament la direcció de la Biblioteca nacional, fent de pont entre els directors titulars Cayetano Rossell y López (sortint) i Manuel Tamayo y Baus (entrant). El 1885 aconseguí el nivell professional més alt, amb el nomenament de cap de primer grau. Va ser jubilat el 25 de juny del 1892.
També treballà en l'ensenyament, impartint classe a un gran nombre de col·legis madrilenys entre 1843 i 1870. El col·legi Hispà-americà de Santa Isabel el nomenà el 1859 Director literari, i retingué aquest càrrec fins al 1870.
Es dedicà a tasques editorials i, entre els anys 1846 i 1849 i 1860-1863, treballà per a l'editor Miguel Salvá en la còpia i compulsa de materials per a la Colección de documentos inéditos para la Historia de España que s'edità a Madrid entre el 1842 i el 1896. També versionà textos d'Eurípides (part de l'Hècuba), Pitàgores (Els versos auris) i Teòcrit de Siracusa (Idil·lis), que publicà al setmanari Revista de Instrucción Pública, Literatura y Ciencias el 1858 (i reedità posteriorment); també traduí i publicà la Batrachomyomachia, a l'època atribuïda a Homer. Compilà i presentà al concurs bibliogràfic de la Biblioteca Nacional de l'any 1865 el llibre Relaciones de solemnidades y fiestas públicas de España, i obtingué el premi per unanimitat; tornà a presentar-lo, ampliat, al concurs següent (1867), i fou novament premiat.

## Obres
- Un Curioso, amante de las artes populares. Toros. Descripción de este espectáculo nacional según se celebra en nuestros días; para la cual se ha tomado por motivo la corrida verificada en Murcia el 6 de Septiembre de 1839.  Madrid: Imprenta y establecimento de grabado de los Sres. González y Castelló, 1846. Reeditat: («Todos. Descripción», 2003.[7]
- Pitágoras (autor original); Alenda, Genaro (traductor y editor) «Los versos de oro de Pitágoras». Revista de Instrucción Pública, Literatura y Ciencias, nº 35, 05-06-1858, pàg. 555-556.
  -  Los versos de oro de Pitágoras.  Madrid: s.n., 1889.
  -  «Los versos de oro de Pitágoras». A: Relaciones de solemnidades..., p. LIV-LV.[8]
- Teócrito (autor original); Alenda, Genaro (traductor y editor) «Las siracusanas, o sea, las forasteras en la fiesta de Adonis». Revista de Instrucción Pública, Literatura y Ciencias, núm. 46, 21-08-1858, pàg. 730-734.
  - Cantù, Cesare. «Las siracusanas, ó sea Las forasteras en la fiesta de Adonis». A: Historia universal. vol. IX Documentos: filosofía y literatura.  Madrid: Imprenta de Gaspar y Roig, 1867, p. 410-412 (Biblioteca ilustrada de Gaspar y Roig).
  -  «Las siracusanas en la fiesta de Adonis. Idilio». A: Relaciones de solemnidades..., p. LVII-LXXV.[8]
- Eurípides (autor original); Alenda, Genaro (traductor y editor) «[Extracto de traducción de la "Hécuba"]». Revista de Instrucción Pública, Literatura y Ciencias, núm. 9, 27-11-1858, pàg. 139-142.
  -  «Fragmento de la Hécuba de Eurípides». A: Relaciones de solemnidades..., p. LI-LIII.[8]
- Proyecto de una Sala de Varios en la Biblioteca Nacional, presentado al Excmo. Sr. Ministro de Fomento.  Madrid: Establecimiento tipográfico Estrada, Díaz y López, 1867.
- Homero (autor original); Baráibar y Zumárraga, Federico (traductor). «Batracomiomaquia». A: La Odisea.  Madrid: Luis Navarro, 1886 (Biblioteca Clásica, 95-96).
  -  Batracomiomaquía.  Madrid: Tip. de El Ejército Español, 1889.[9]
  -  «La Batracomiomaquía». A: Relaciones de solemnidades..., p. XXXIX-XLIX.[8]
- Relaciones de solemnidades y fiestas públicas de España. Obra premiada por la Biblioteca Nacional en el concurso público de 1865 é impresa á expensas del Estado.  Madrid: establecimiento tipográfico "Sucesores de Rivadeneyra", 1903.[8]
  -  «Poesías de D. Jenaro Alenda». A: Relaciones de solemnidades..., p. LXXVII-LXXXV.[8]
- Catálogo de autos sacramentales, historiales y alegóricos.  Madrid: Biblioteca Nacional, 2010. Recull de les paperetes que redactà, i que li foren publicades pòstumament al Boletín de la Real Academia Española III (1916), p. 226-239, 366-391, 576-590; IV (1917), p. 224-241, 356-376, 494-516, 643-663; V (1918), p. 97-112, 214-222, 365-383, 492-505, 668-678; VI (1919), p. 441-454, 755 -773; VII (1920), p. 496-512, 663-674; VIII (1921), p. 94-108, 264-278; IX (1922), p. 271-284, 387-403, 488-499; X (1923), p. 224-239